# Pagurus brevidactylus
Pagurus brevidactylus is een tienpotigensoort uit de familie van de Paguridae. De wetenschappelijke naam van de soort is voor het eerst geldig gepubliceerd in 1859 door Stimpson.